# Бамбуковый углозуб
Бамбуковый углозуб (лат. Hynobius abei) — вид хвостатых земноводных из семейства углозубов. Видовое латинское название дано в честь Ёсио Абэ (1883–1945), японского зоолога.

## Распространение
Эндемик Японии, известен только из ограниченного района в северном районе Киото и префектуры Хиого юго-западной части острова Хонсю.

## Описание
Общая длина составляет 8,2—12,2 см. Голова массивная. Туловище короткое и толстое, имеет 11-13 рёберных борозд. Конечности короткие с 5 пальцами, хвост килеподобный. Окраска колеблется от красно-коричневого до чёрно-коричневого цвета, с редкими серебристыми или голубыми точками.

## Образ жизни
Обитает во вторичных бамбуковых или лиственных лесах. Активен в ночное время. Питается дождевыми червями, пауками, улитками, насекомыми и водными беспозвоночными.

## Размножение
Половая зрелость наступает в 2-3 года. С начала спаривания щёки самцов набухают, благодаря чему голова выглядит немного треугольной. Откладывание яиц происходит в ноябре-декабре. Размножение происходит в мелких лесных ручьях, которые не замерзают зимой и достаточно прохладны летом. В кладке обычно от 26 до 109 яиц, которые размещены в двух слизистых мешочках. Самец остается около кладки некоторое время. Личинки развиваются под снегом очень быстро. Молодые тритоны появляются ранней весной, как только сходит снег. Метаморфоз происходит в июне-июле, иногда в августе.